# 39 Geminorum
39 Geminorum är en misstänkt variabel(VAR:) i stjärnbilden Tvillingarna.
39 Geminorum har visuell magnitud +6,01 och varierar med amplituden 0,02 magnituder utan någon fastställd periodicitet. Den befinner sig på ett avstånd av ungefär 155 ljusår.